# Cal Noi
Cal Noi és una casa al municipi d'Anglès inclosa en l'Inventari del Patrimoni Arquitectònic de Catalunya. La planta superior presenta reformes parcials i recents (segle XX) a les obertures, així com els interiors d'una part de la casa.

## Arquitectura
Casa de tres plantes i coberta de dues aigües a façana que fa cantonada amb la plaça de la Vila. L'edifici té planta rectangular i una façana amb l'arrebossat en molt mal estat. Respon a la tipologia de casa medieval amb elements renaixentistes. Es pot dividir en dos parts, la façana del carrer Major i la de la travessera del carrer d'Avall.
La planta baixa té, a la façana principal, dos portals. Un és de forma rectangular i l'altre amb forma de mig punt. L'obertura rectangular té una gran llinda monolítica amb decoració floral i triangular a la part inferior central. I la porta d'arc de mig punt està formada per grans dovelles que toquen amb la finestra del primer pis. A la façana lateral hi ha una porta rectangular, emmarcada de pedra, però més petita, que presenta un llinda alçada de forma d'arc de mig punt peraltat. Actualment, aquesta és l'entrada d'una escola de música.
El primer pis té quatre obertures rectangulars, totes emmarcades de pedra, amb muntants de grans blocs i llindes i ampits molt treballats. Dues de les finestres són d'estil gòtic, de pedra sorrenca, i dues són d'estil renaixentista, de pedra de Girona. Les gòtiques presenten llindes d'arc conopial lobulades, formades per dos blocs units, una amb caps humans decoratius al final del guardapols i l'altre sense aquesta figuració. També tenen les impostes decorades amb motius florals i heràldics. Les renaixentistes són geminades i situades a la cantonada. Tenen llindes monolítiques, guardapols, motllures i petxines decoratives a les quatre impostes.
El segon pis té quatre obertures, dues de les quals són a la façana del carrer Major. Una d'aquestes és emmarcada de pedra i amb llinda d'arc conopial lobulada amb caps antropomòrfics com a la finestra central del primer pis. L'altra finestra i les de la part lateral són més senzilles i sense emmarcament de pedra, a excepció d'una petita finestra de permòdols.